# Pěší pluk 1
Pěší pluk 1 byl pěší pluk Československé armády, existující mezi lety 1920 až 1939.
Vznikl po skončení první světové války a vzniku První republiky sloučením 1. čs. střeleckého pluku „Mistra Jana Husi“ Československých legií s 91. pěším plukem vojska domácího (též známým jako 1. českobudějovický pěší pluk), bývalým 91. pěším plukem Rakousko-uherské armády.
Jeho posádkou byly České Budějovice, a byl jedním z pěších pluků tvořících 5. pěší divizi, jejímž velitelem byl od roku 1937 do roku 1939 brigádní generál Bedřich Neumann.
V době všeobecné mobilizace v září 1938 byl součástí Hraniční oblasti 31, a jako jeho mobilizační duplikát vznikl
pěší pluk 51.

## Významní příslušníci útvaru
- Karel Klapálek, zástupce velitele pluku v letech 1937–1939, pozdější velitel 11. pěšího praporu –Východního a 1. československého armádního sboru.
- Jan Kostohryz, četař-aspirant, velitel kulometné čety, později příslušník letectva a za druhé světové války velitel 311. peruti.
- Rudolf Krzák, pobočník velitele praporu, za války příslušník paraskupiny Silica South.
- Karel Kutlvašr, první velitel pluku, předtím velitel 1. čs. střeleckého pluku na Rusi a později vojenský velitel Pražského povstání.
- František Langer, plukovní šéflékař v letech 1920-1921, předtím šéflékař 1. čs. střeleckého pluku, známý spisovatel, za druhé světové války přednosta zdravotnického odboru exilového ministerstva národní obrany, poté generál zdravotnictva.
- Josef Mašín, velitel 11. roty pluku v letech 1921-1923, předtím příslušník 1. čs. střeleckého pluku, a později příslušník odbojové skupiny Tři králové.
- Ondřej Mézl, třetí velitel pluku, za druhé světové války významný představitel vojenského odboje v zahraničí.
- Jan Smudek, vojín základní služby, později známý odbojář.
- Otakar Zahálka, velitel pluku v první polovině 30. let, později významný představitel Obrany národa.